# Frank Witzel
Pour les articles homonymes, voir Witzel.
Œuvres principales
Q23785567
Compléments
Académie allemande pour la langue et la littérature
Frank Witzel, né en 1955 à Wiesbaden, est un écrivain, illustrateur et traducteur allemand.

## Biographie
Il obtient le prix du livre allemand en 2015 pour Die Erfindung der Roten Armee Fraktion durch einen manisch-depressiven Teenager im Sommer 1969 (Comment un adolescent maniaco-dépressif inventa la Fraction Armée Rouge au cours de l'été 1969, traduit par Olivier Mannoni, Grasset, 2018)

## Œuvres
- Stille Tage in Cliché, poèmes et illustrations, 1978
- Tage ohne Ende Ein Poème Cinématique, poèmes, photos, 1980
- Bluemoon Baby, roman, 2001.
- Revolution und Heimarbeit, roman, 2003
- Plattenspieler, avec Thomas Meinecke, Klaus Walter, 2005.
- Vondenloh, textes, 2008.
- Die Bundesrepublik Deutschland, avec Thomas Meinecke, Klaus Walter, 2009.
- Die Erfindung der Roten Armee Fraktion durch einen manisch-depressiven Teenager im Sommer 1969, roman, 2015[3]. (Comment un adolescent maniaco-dépressif inventa la Fraction Armée Rouge au cours de l'été 1969, traduit par Olivier Mannoni, Grasset, 2018[4])